# Konstfack
Konstfack är en svensk statlig högskola inom konst, design och konsthantverk. Det är den största fristående högskolan i Sverige inom dessa områden. Sedan 1844 har Konstfack utbildat en mängd olika yrkesgrupper inom dessa fält, samt bild- och slöjdlärare. Högskolan, som bedriver utbildning och forskning på konstnärlig och vetenskaplig grund, har cirka 900 studenter och 200 anställda. Konstfack erbjuder studier på kandidat-, master- och doktorandnivå och ligger sedan 2004 vid Telefonplan i Midsommarkransen i södra Stockholm. De numera K-märkta funkislokalerna har omvandlats från LM Ericssons fabrik till 20 300 kvadratmeter konst- och designhögskola. Konstfack har både ett av Sveriges största bibliotek inom områdena konst, konsthantverk och design och en rad återkommande publika evenemang. Exempel på dessa är studentutställningar, den årliga vårutställningen med examensarbeten och den av Studentkåren arrangerade julmarknaden.

## Historia

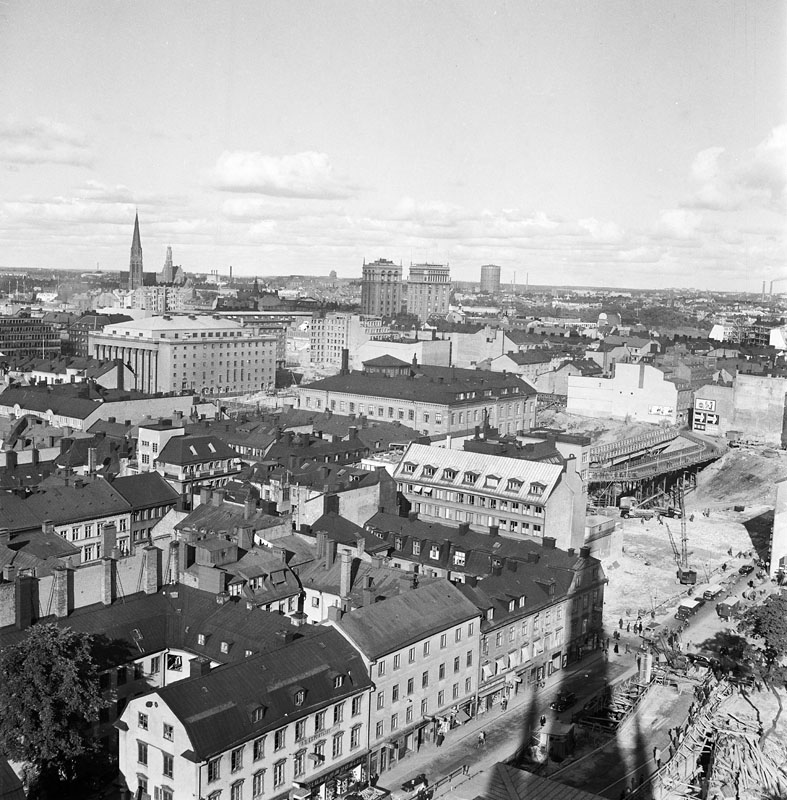
Klarakvarteren med Konstfack i Kvarteret Beridarebanan i mitten, 1955.

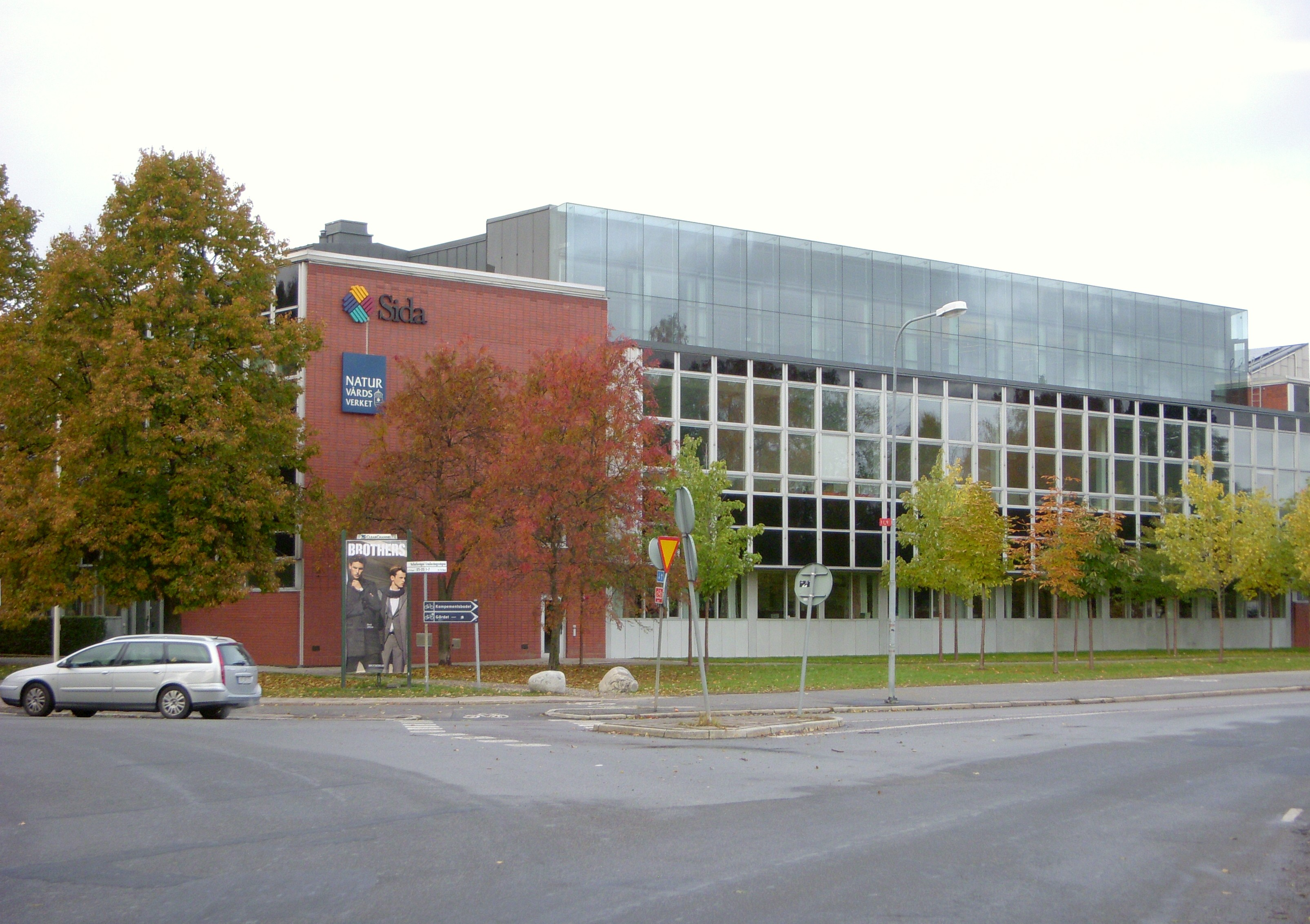
Konstfacks gamla lokaler vid Valhallavägen 191-199.

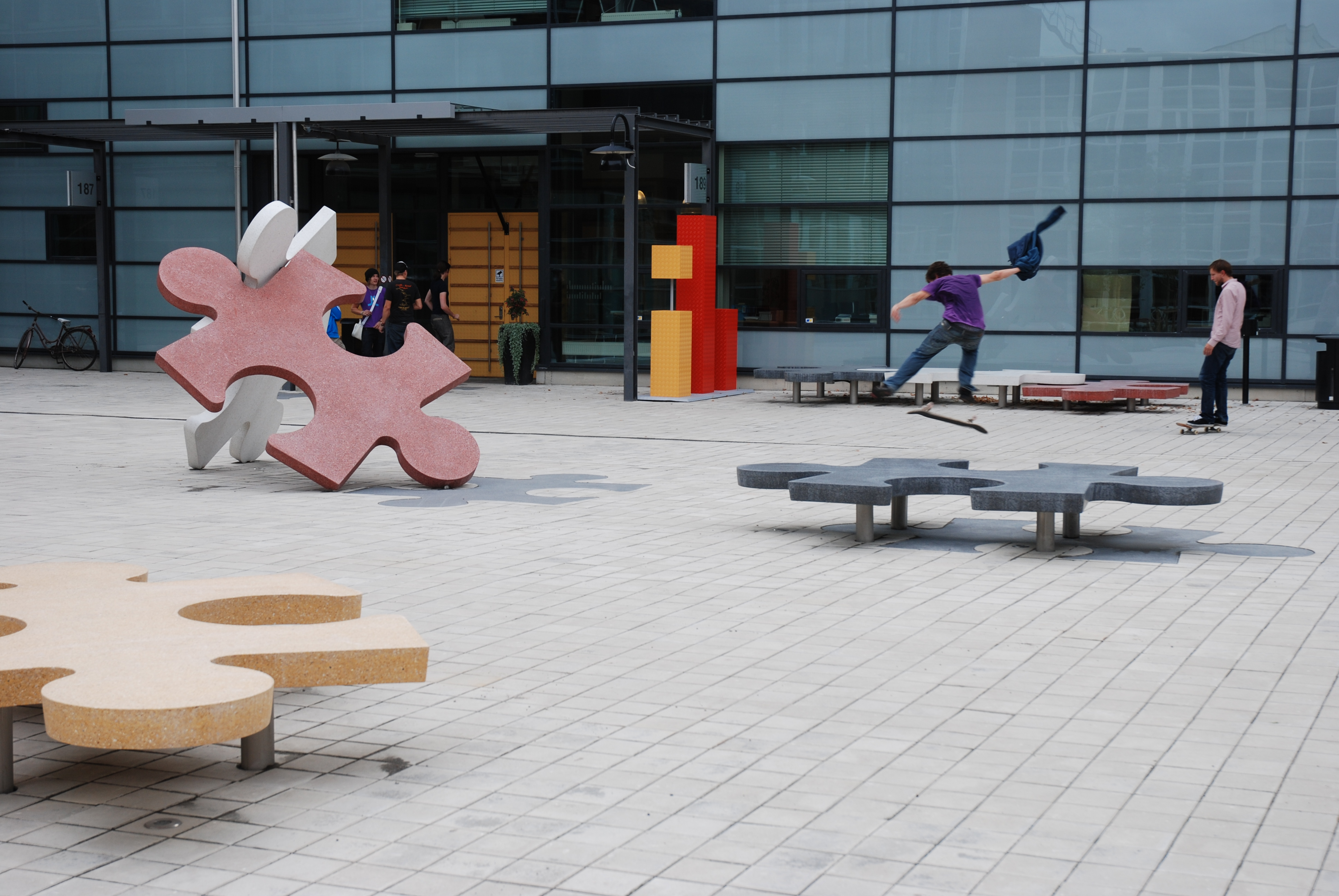
Del av Ann-Sofi Sidéns verk Puzzled utanför Konstfacks tidigare lokaler vid Valhallavägen, 2008.

### De tidiga åren
Nils Månsson Mandelgren grundade 1844 "Söndags-Rit-skola för Handtverkare" i Kungliga Akademien för de fria konsternas hus. Samma år lade Mandelgren grundplåten till dagens bibliotek med sin donation av 600 böcker och planscher. På sin lediga dag skulle hantverksgesäller och lärlingar få möjlighet att lära sig bland annat ornaments- och frihandsritning och få mer konstnärlig bildning. Nio olika hantverksyrken fanns representerade i första kullen, bland annat kakelugnsmakare och sidenvävare. Året därpå överlämnades skolan till nybildade Svenska Slöjdföreningen och bytte namn till Svenska Slöjdföreningens skola.
Skolans förste föreståndare, Baltzar Cronstrand, hade som målsättning att framför allt arbetarnas förstånd och smak borde höjas genom undervisning i matematik och teckning. Mot detta opponerade sig dels Teknologiska institutets lärare, som ansåg att skolan ej borde vända sig till dem som redan var verksamma i tekniska yrken, dels många hantverksmästare, som ansåg att gesällerna skulle få för mycket av matematik och konstskicklighet, och 1859 fann Cronstrand sig föranledd att avgå. Man uteslöt då figurteckning och mekanik samt inskränkte betydligt undervisningen i matematik. 
År 1857 började mamsellerna Sofi Granberg och Matilda Andersson på skolan som dess första kvinnliga elever, och året därpå hälsades kvinnliga elever välkomna officiellt. Under den nye föreståndaren, Alf Björkman (1859–1886), inrättades för de kvinnliga lärjungarna undervisning på särskild avdelning och 1859 ombildades hela skolan, så att den kom att bestå av tre med varandra samverkande avdelningar: en allmän förberedande (avsedd att på grund av folkskolans brister fungera som en allmänborgerlig skola), den förberedande tillämpningsavdelningen och den rent tillämpande eller yrkesavdelningen; de två senare avdelningarna arbetade på två skilda linjer, nämligen den teoretiskt konstruktiva och den konstbildande.  År 1860 förstatligades skolan och fick då namnet Slöjdskolan i Stockholm samt en särskild styrelse, under Kommerskollegiums överinseende. Skolan hade 1864/65 635 manliga och 426 kvinnliga elever.
År 1868 flyttade skolan till en nyuppförd byggnad på Mäster Samuelsgatan 44, ritad av Carl Stål och byggd under tillsyn av Johan Adolf Hawerman, där skolan kommer att husera i 90 år.  Staten tillsatte härför 300 000 Riksdaler och Stockholms stad 160 000 Riksdaler.

### Tekniska skolan
Slöjdskolan omorganiserades 1879 och namnändrades till Tekniska skolan.  Då upphörde den tidigare allmänna förberedande avdelningen, då det ansågs åligga kommunen, ej staten, att bekosta elementär folkskolebildning i aritmetik, modersmålet och skrivkonst. Tekniska skolan kom med tiden att bestå av fem huvudavdelningar: I) Tekniska afton- och söndagsskolan (inrättad 1844) för ynglingar och män, främst sådana, som redan inträtt i tekniskt yrke, II) Tekniska skolan för kvinnliga lärjungar (inrättad 1859), som gav de teoretiska och konstnärliga insikter åt kvinnor, III) Högre konstindustriella skolan (HKS) (inrättad 1879), där man utbildade mönstertecknare, dekorationsmålare, modellörer, ornamentsbildhuggare, möbelritare, ciselörer, gravörer och konstsmeder, tecknare för tryck och bokhantverk samt lärare i teckning, välskrivning och modellering. IV) Byggnadsyrkesskolan (inrättad 1879), som utbildade arbetsledare inom byggnadsbranschen, och V) Maskinyrkesskolan (inrättad 1890), som utbildade arbetsledare inom de mekanisk-tekniska yrkena. Med utgången av 1886 upphörde Kommerskollegium att vara överstyrelse, och skolan lydde därefter direkt under Ecklesiastikdepartementet.
År 1919 var Tekniska skolans ordinarie läroämnen följande: geometrisk konstruktionsritning, linearritning, beskrivande geometri, perspektivlära, frihandsteckning, konstindustriell fackritning, figurteckning, målning, modellering, aritmetik, algebra, geometri, mekanik jämte maskinlära, mekanisk fackritning, mekanisk teknologi jämte verktygslära, experimentalfysik, elektroteknik, kemi och kemisk teknologi, naturlära, varukännedom, båtbyggeri och fartygsritning, byggnadskonstruktionslära, byggnadsförfattningar, byggnadsformlära och -ritning, grunderna i fältmätning och avvägning, uppsatsskrivning, bokföring, textning och skönskrift, högre konstindustriell fackteckning, skärning i trä, drivning, ciselering och gravering, konstsmide, gipsgjutning, grundläggande konsthistoria, upprättande av kostnadsförslag och särskild mönsterritning med tillämpning för läderplastik, bokhantverk, tryck, porslins- och glasmålning. Vid sidan av detta undervisades i extra läroämnen, vilka innefattade stillära och ornamentkomposition, dekorations- och yrkesmålning samt (tillkomna efter 1886) konstsömnad, formanatomi, vävning, haute-lissevävnad, spetsknyppling, spetssömnad samt skissteckning jämte anatomisk ritning samt en kurs för utbildning av elektriska montörer.

### Konstfackskolan
Skolan omorganiserades till Konstfackskolan 1945. De olika ämnena textil, dekorativ målning, skulptur, keramik, möbler och inredning, metallarbete samt reklam och bokhantverk hade länge kallats för "fack", därav namnet. För varje fack inrättades en huvudlärartjänst och undervisningen organiserades i en tvåårig konstindustriell dagskola och en treårig konstindustriell aftonskola, kompletterad med en tvåårig högre konstindustriell skola. Teckningslärarseminariet ersattes av ett treårigt teckningslärarinstitut.
Konstfacks gamla byggnad i Kvarteret Beridarebanan revs och Konstfack flyttade 1959 till nybyggda lokaler på Valhallavägen 191-199 på Gärdet. Med den nya byggnaden fick eleverna för första gången tillgång till välutrustade verkstäder.
Konstfackskolan fick 1978 ställning som högskola.

### Konstfack

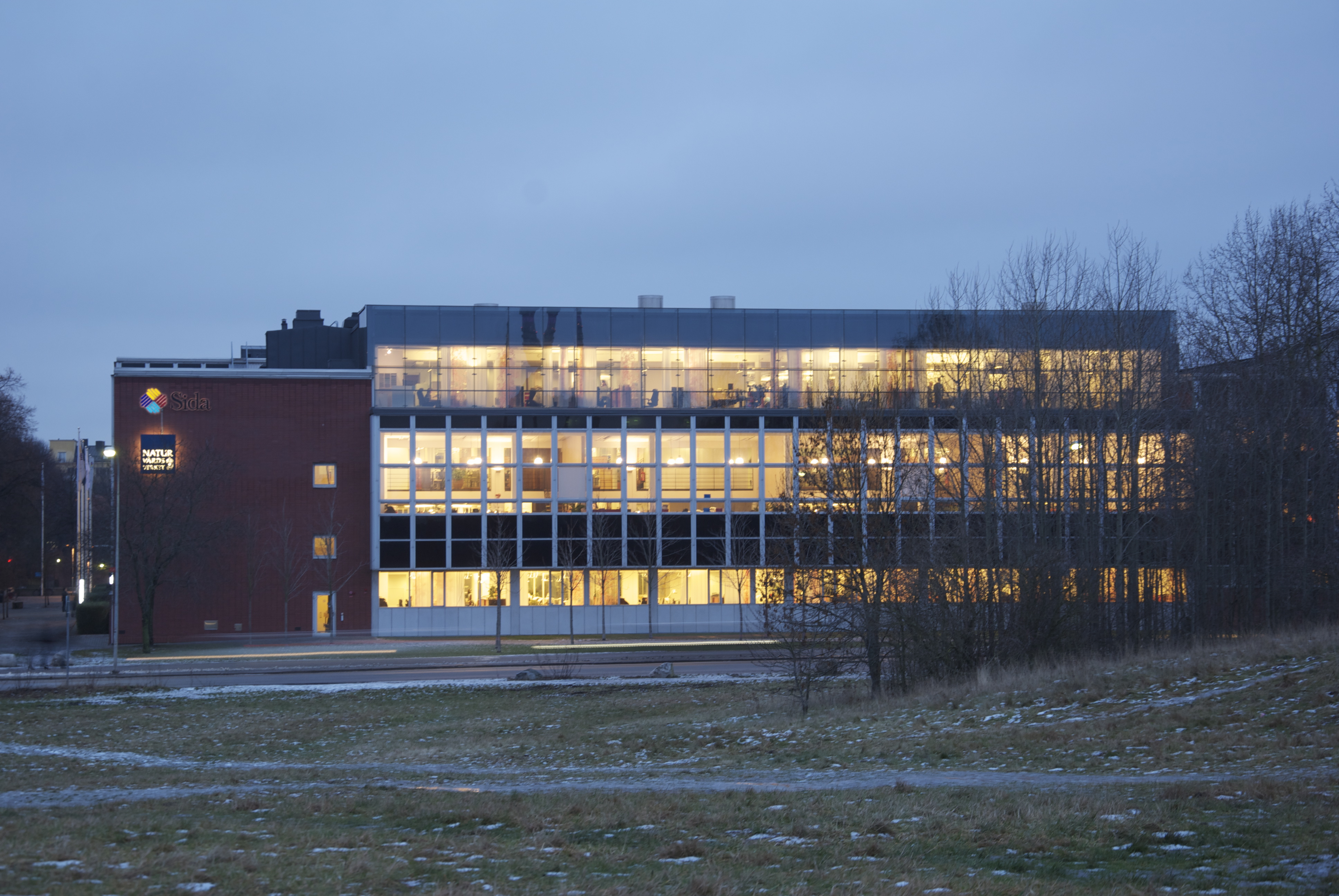
Konstfacks gamla lokaler vid Valhallavägen.

Namnet ändrades till Konstfack 1993, och 2004 flyttade högskolan till den tidigare LM Ericssonfabriken vid Telefonplan i Midsommarkransen. I samband med flytten tog dåvarande rektorn Ivar Björkman initiativ till projektet Transit i samarbete med fastighetsägaren Vasakronan och Stockholm School of Entrepreneurship för att stödja nystartade kreatörs- och kulturverksamheter. Projektet omskapades 2010 till en ideell förening under namnet Transit Kulturinkubator.
År 2007 inrättade Konstfack ett program som leder till en konstnärlig masterexamen i fri konst, design eller konsthantverk. Programmen är internationella och studiespråket är engelska. Samma år startade KonstfackAlumni, ett professionellt nätverk som är öppet för alla med examen från Konstfack. 
År 2008 införde Konstfack etiska riktlinjer efter att studenten Magnus Gustafsson examinerats från konstinstitutionen på basis av sitt verk Territorial Pissing som baserades på skadegörelse av en tunnelbanevagn. Året därpå uppmärksammades skolan för den dåvarande studenten Anna Odells konstprojekt Okänd, kvinna 2009-349701, där hon iscensatte en psykos på Liljeholmsbron.
Konstfack fick 2011 tillstånd att utfärda ämneslärarexamen med inriktning mot arbete i grundskolans årskurs 7–9 i ämnet slöjd och 2014 tillstånd att utfärda magisterexamen i Visuella kulturer och lärande med inriktning bildpedagogik.
Sedan 2014 erbjuder Konstfack fyra konstnärliga masterprogram: CRAFT!, Design, Konst och Visuell kommunikation.
I februari 2022 fick Konstfack examensrätt på forskarnivå.

## Utbildningar och institutioner

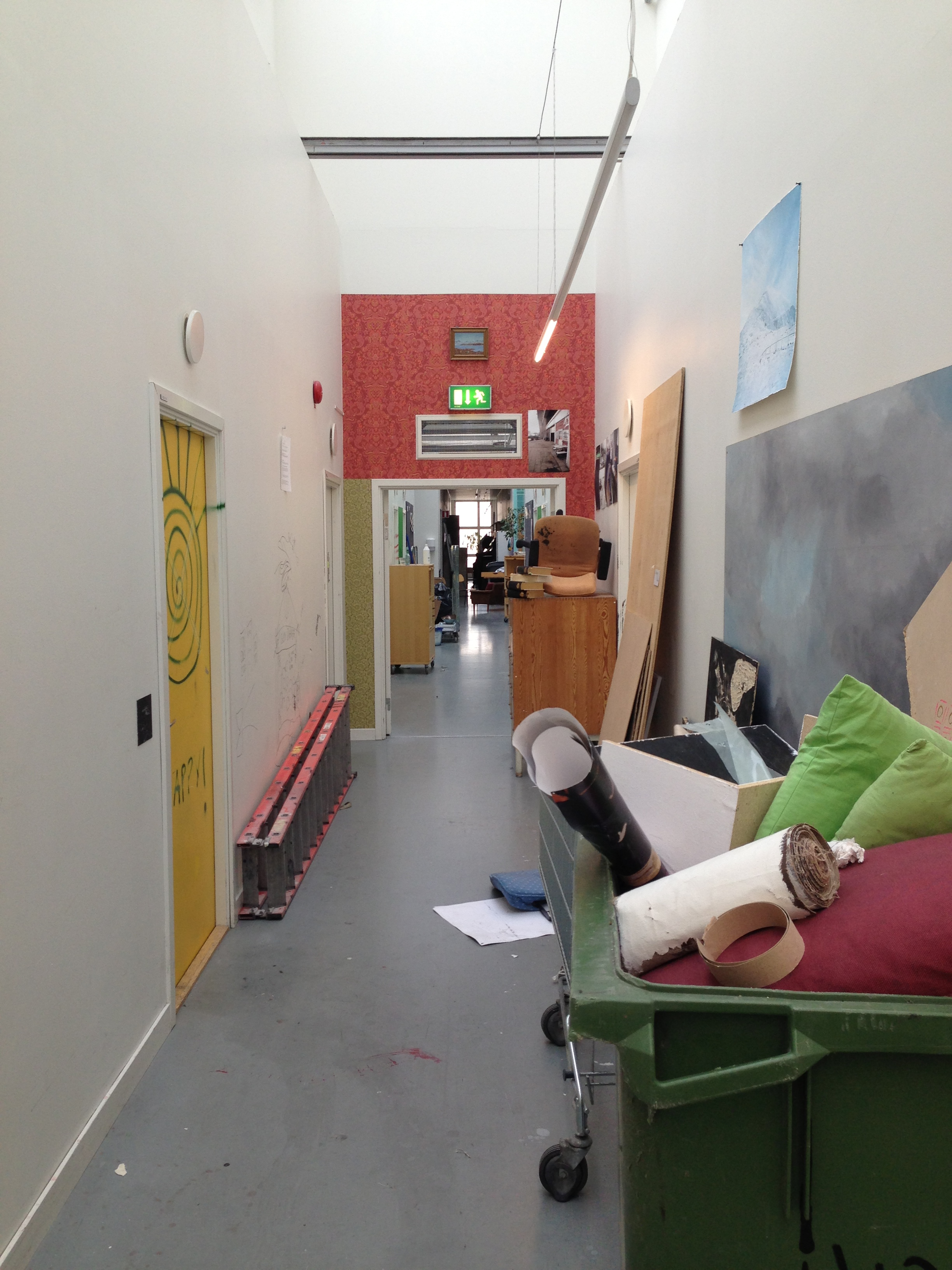
En korridor på institutionen för konst på Konstfack, 2013

### Kandidat
På grundnivå finns treåriga kandidatprogram (180 hp): 
- Grafisk formgivning och Illustration
- Industridesign
- Inredningsarkitektur och möbeldesign
- Keramik och glas
- Konst
- Smycke och corpus
- Textil

### Master
På avancerad nivå finns tvååriga masterprogram (120 hp):
- CRAFT! (Keramik och glas, Smycke och corpus, Textil)
- Design (Design Ecologies, Rumslig gestaltning)
- Konst
- Visuell kommunikation

### Lärarutbildning
Konstfack erbjuder två lärarprogram: 
- Ämneslärarprogrammet (bild och slöjd) med inriktning mot undervisning i grundskolans åk 7-9 (270 hp)
- Ämneslärarprogrammet (bild och media, eller bild och design) med inriktning mot undervisning i gymnasieskolan (300 hp)

### Doktorandprogram
I samarbete med Kungliga Tekniska högskolan (KTH) och Göteborgs universitet ges sedan länge doktorandprogrammet Konst, teknik och design (Art, Technology and Design). I februari 2022 fick Konstfack examensrätt på forskarnivå och utlyste i augusti 2023 sina första fyra egna doktorandtjänster i ämnet Konstnärlig gestaltning inom bild, form, rum.

### Fristående kurser
Konstfack erbjuder fristående kurser för yrkesverksamma inom bild-, design- och konstområdet, till exempel CuratorLab och Research Lab. För yrkesverksamma lärare finns möjligheten att öka sin behörighet och höja sin ämneskunskap genom Lärarlyftet.

## Lokaler
Verksamheten har genom åren bedrivits i flera olika lokaler: på Mäster Samuelsgatan, på Valhallavägen och vid Telefonplan.

### Utställningslokalen Vita havet

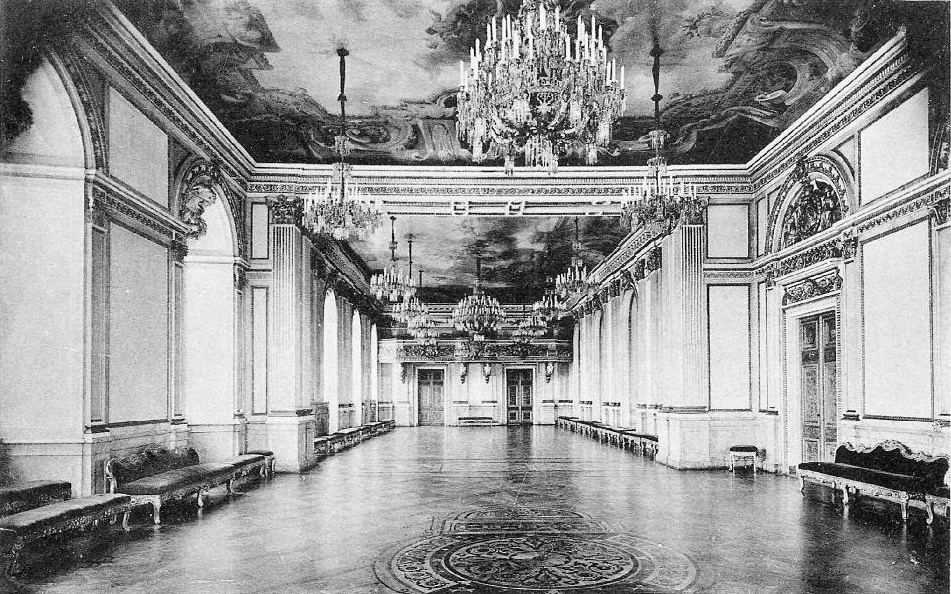
Namnet på Konstfacks utställningslokal, Vita havet, var en allusion på salen med samma namn på Stockholms slott (se bild).

På Konstfack finns en samlingsplats och utställningslokal som heter Vita havet. Redan när verksamheten bedrevs på Mäster Samuelsgatan fanns en stor vitmålad lokal högst upp i huset som kallades Vita havet. Namnet uppstod spontant på 1950-talet när väggar revs för att släppa in mer ljus och rummet målades vitt. Det var även en allusion på Vita havet, ett rum i Stockholms slott. Namnet följde sedan med när verksamheten flyttade först till Valhallavägen och senare till Telefonplan.
Under våren 2021 blev lokalens namn föremål för en utbredd och intensiv debatt i media efter att en grupp före detta studenter föreslagit en namnändring. Ordet "vita" ogillades och upplevdes som kränkande. Efter att Sara Kristoffersson skrivit en artikel i Dagens Nyheter om frågan organiserade en grupp lärare en namninsamling i protest mot kollegan. 44 lärare undertecknade uppropet. Därefter följde en av de största kulturdebatterna 2021. Fallet uppmärksammades senare av Kalla fakta.

## Ekonomi och anställda
År 2022 hade Konstfack intäkter om 224,8 miljoner kronor, varav 183,1 miljoner (81,4%) avsåg grundutbildning och 22,2 miljoner (9,9%) avsåg forskning och forskarutbildning.
Den 31 oktober 2022 uppgick antalet anställda (inklusive tjänstlediga) till 203, varav 111 lärare (19 professorer, 53 lektorer och 39 adjunkter), 12 doktorander, 67 teknisk och administrativ personal och 13 chefer. Bland lärarpersonalen är majoriteten deltidsanställda.

## Rektorer
- 1845–1859 Baltzar Cronstrand, ingenjörskapten
- 1859–1886 Alf Björkman, militär och pedagog
- 1886–1910 Bror Viktor Adler, arkitekt
- 1910–1936 Thor Thorén, arkitekt
- 1936–1946 Dag Melin, arkitekt
- 1946–1964 Åke Stavenow, konsthistoriker
- 1964–1978 Åke Huldt, inredningsarkitekt
- 1978–1990 Gunilla Lagerbielke, textilkonstnär
- 1990–1996 Inez Svensson, textilkonstnär
- 1996–1999 Johan Bengt-Påhlsson, politiker
- 1999–2003 Lars Lallerstedt, industridesigner
- 2003–2012 Ivar Björkman, företagsekonom
- 2012–2023 Maria Lantz, konstnär
- 2023–     Anna Valtonen, professor i strategisk design[13]

## Kända elever respektive studenter i urval
| - Konst/Teckning/Målning - Johanna Billing - Barbro Östlihn - Hilma af Klint - Ingela Ihrman - Klara Lidén - Anders Sunna - Miriam Bäckström - Gunilla Klingberg - NUG - Hildling Linnqvist - Cecilia Edefalk - Annika von Hausswolff - Fredrik Söderberg - Lisa Torell - Sune Fogde - Johan Hagelbäck - Karin Mamma Andersson - Erik Jerken - Erik Krikortz - Makode Linde - Sven Ljungberg - Carl Milles - Ylva Ceder - Anna Odell - Lenke Rothman - Fia-Stina Sandlund - Jette Stoltz - Asta Witkowsky - Mats Åkerman - Sven X:et Erixon - Catti Brandelius - Sigrid Hjertén - Astrid Sylwan - Tove Jansson - Idun Baltzersen - John E. Franzén - Lasse Åberg - Marianne Nordström |  | - Keramik och Glas - Karin Björquist - Hildur Haggård - Herta Hillfon - Ulrica Hydman-Vallien - Gocken Jobs - Lisbet Jobs - Åsa Jungnelius - Thomas Nordström - Per B. Sundberg - Bertil Vallien - Industridesign - Tom Ahlström - Carl-Arne Breger - Hans Ehrich - Erika Lagerbielke - Lars Lallerstedt - Bengt Palmgren - Katja Pettersson | - Inredningsarkitektur & Möbeldesign - Gunilla Allard - Åke Axelsson - Jonas Bohlin - Stefan Borselius - Stephan Gip - Fredrik Mattson - Mats Theselius - Bildpedagogik - Elsa Beskow - Ulf Klarén - Gert Z Nordström - Jockum Nordström - Jan Stenmark - Cecilia Torudd - Grafisk design och illustration - Johan Carpner - Carl Johan De Geer - Gunna Grähs - Lars Hall - Lotta Kühlhorn - Boel Werner - Jenny Wilson - Stina Wirsén - Lasse Åberg - Textil - Agnes Branting - Lotta Hagerman - Birgitta Hagnell-Lindén - Helena Henschen - Sigrid Hjertén - Hans Krondahl - Dagmar Lodén - Alice Lund - Mary Moeschlin - Märta Måås-Fjetterström - Veronica Nygren - Anna Lisa Odelqvist-Kruse - Astrid Sampe - Kristina Torsson - Eira Ullberg - Maria Widebeck - Sofia Widén - Carin Wästberg - Agda Österberg - Metallformgivning/Ädellab - Gunnar Cyrén |

## Vårutställning
Varje år i slutet av maj presenterar Konstfacks avgångsstudenter examensarbeten i konst, design, konsthantverk, visuell kommunikation och bildpedagogik från skolans kandidat-, master- och lärarprogram.